# Killers World Tour
Il Killers World Tour è stato un tour della band heavy metal Iron Maiden, in presentazione del loro album Killers, uscito nel 1981.

## Notizie generali
Il Killers World Tour segnò l'evoluzione dei Maiden da semplice gruppo di supporto a band di primo piano nella scena internazionale. Un importante cambiamento di formazione era avvenuto poco prima della partenza del tour con l'arrivo di Adrian Smith, ex-chitarrista degli Urchin e amico di vecchia data di Dave Murray. La sua abilità come musicista e compositore aiutò i Maiden a definire meglio il proprio sound, che si sarebbe poi stabilizzato nel corso degli anni.
Il tour portò i Maiden ad aprire concerti per altre band in molti luoghi del mondo, permettendo loro di fare anche qualche concerto come gruppo principale in Giappone e negli Stati Uniti. Le tracce suonate erano prese sia dal nuovo album Killers che dal suo predecessore, Iron Maiden, e contenevano assoli sia di batteria che di chitarra (da parte di Dave). Durante questo tour gli Iron Maiden registrarono e misero in commercio l'EP live Maiden Japan, per dare alle case discografiche un saggio della loro musica: l'EP conteneva solo 4 o 5 canzoni, a seconda del luogo in cui venne pubblicato.
Come era già avvenuto con Dennis Stratton nel tour precedente, i Maiden cominciarono qui ad avere problemi con il cantante Paul Di'Anno, il che portò alla sua sostituzione in futuro con Bruce Dickinson.
Durante il tour, i Maiden aprirono concerti per UFO, Judas Priest, Foreigner, Kansas e Blue Öyster Cult, e nei loro concerti principali si fecero accompagnare da Trust, Accept e Whitesnake.

## Date e tappe

### Killers World Tour Regno Unito (Febbraio/Marzo 1981)
| Data       | Città                            | Luogo                     |
| ---------- | -------------------------------- | ------------------------- |
| 17/02/1981 | Ipswich, Inghilterra             | Gaumont Hall              |
| 18/02/1981 | Norwich, Inghilterra             | University of East Anglia |
| 19/02/1981 | Oxford, Inghilterra              | New Theatre               |
| 20/02/1981 | Lancaster, Inghilterra           | Lancaster University      |
| 21/02/1981 | Derby, Inghilterra               | Assembly Rooms            |
| 22/02/1981 | Manchester, Inghilterra          | Apollo Theatre            |
| 23/02/1981 | Hanley, Inghilterra              | Victoria Hall             |
| 24/02/1981 | Dunstable, Inghilterra           | Queensway Hall            |
| 26/02/1981 | Guildford, Inghilterra           | Civic Hall                |
| 27/02/1981 | Bristol, Inghilterra             | Colston Hall              |
| 28/02/1981 | Taunton, Inghilterra             | Odeon                     |
| 01/03/1981 | Bournemouth, Inghilterra         | Odeon                     |
| 02/03/1981 | Southampton, Inghilterra         | Gaumont Theatre           |
| 04/03/1981 | Bradford, Inghilterra            | St George's Hall          |
| 05/03/1981 | Liverpool, Inghilterra           | Empire Theatre            |
| 06/03/1981 | Middlesbrough, Inghilterra       | Royal Court               |
| 07/03/1981 | Newcastle upon Tyne, Inghilterra | City Halls                |
| 08/03/1981 | Glasgow, Scozia                  | Apollo Theatre            |
| 09/03/1981 | Edimburgo, Scozia                | Playhouse Theatre         |
| 10/03/1981 | Sheffield, Inghilterra           | City Hall                 |
| 12/03/1981 | Birmingham, Inghilterra          | Odeon                     |
| 13/03/1981 | Cambridge, Inghilterra           | Corn Exchange             |
| 14/03/1981 | Bracknell, Inghilterra           | Leisure Centre            |
| 15/03/1981 | Londra, Inghilterra              | Hammersmith Odeon         |

### Killers World Tour Europa (Marzo/Maggio 1981)
| Data       | Città                          | Luogo                            |
| ---------- | ------------------------------ | -------------------------------- |
| 18/03/1981 | Lilla, Francia                 | Palais St. Sauveur               |
| 19/03/1981 | Le Havre, Francia              | (?)                              |
| 20/03/1981 | Reims, Francia                 | Maison des Sports                |
| 21/03/1981 | Parigi, Francia                | Le Bataclan                      |
| 22/03/1981 | Parigi, Francia                | Le Bataclan                      |
| 23/03/1981 | Lione, Francia                 | Palais D'Hiver                   |
| 24/03/1981 | Miramas, Francia               | Salle des Fêtes                  |
| 25/03/1981 | Tolone, Francia                | Patinoire Vert Côteau            |
| 26/03/1981 | Nizza, Francia                 | Théâtre de Verdure               |
| 27/03/1981 | Montpellier, Francia           | Palais des Sports                |
| 30/03/1981 | Sanremo, Italia                | Teatro Ariston                   |
| 31/03/1981 | Reggio Emilia, Italia          | Palasport                        |
| 01/04/1981 | Brescia, Italia                | Palasport Eib                    |
| 02/04/1981 | Gorizia, Italia                | Palabigot                        |
| 03/04/1981 | Torino, Italia                 | Palasport                        |
| 05/04/1981 | Zurigo, Svizzera               | Volkshaus                        |
| 06/04/1981 | Monaco di Baviera, Germania    | (?)                              |
| 07/04/1981 | Francoforte sul Meno, Germania | (?)                              |
| 08/04/1981 | Colonia, Germania              | (?)                              |
| 09/04/1981 | Offenbach am Main, Germania    | Stadthalle                       |
| 10/04/1981 | Berlino, Germania              | Huxley's Neue Welt (Cancellata)  |
| 12/04/1981 | Würzburg, Germania             | (?)                              |
| 13/04/1981 | Mannheim, Germania             | (?)                              |
| 14/04/1981 | Villingen, Germania            | (?)                              |
| 15/04/1981 | Karlsruhe, Germania            | (?)                              |
| 16/04/1981 | Erlangen, Germania             | (?)                              |
| 17/04/1981 | Strasburgo, Francia            | Hall Tivoli                      |
| 18/04/1981 | Mulhouse, Francia              | Palais des Fêtes                 |
| 19/04/1981 | Douvaine, Francia              | Salle de la Bulle                |
| 20/04/1981 | Saarbrücken, Germania          | Festival                         |
| 21/04/1981 | Bordeaux, Francia              | Colomiers Hall                   |
| 22/04/1981 | Bordeaux, Francia              | Salle du Grand Parc (Cancellata) |
| 23/04/1981 | Orléans, Francia               | Rothonde                         |
| 24/04/1981 | Genk, Belgio                   | Limburghal                       |
| 25/04/1981 | Anversa, Belgio                | Cine Roma                        |
| 26/04/1981 | Leida, Paesi Bassi             | Stadsgehoorzaal                  |
| 27/04/1981 | Winschoten, Paesi Bassi        | De Klinker                       |
| 28/04/1981 | Nimega, Paesi Bassi            | De Vereeniging                   |
| 29/04/1981 | Brema, Germania                | Beat Club                        |
| 30/04/1981 | Hannover, Germania             | (?)                              |
| 02/05/1981 | Dortmund, Germania             | (?)                              |
| 03/05/1981 | Amburgo, Germania              | Ernst-Merck-Halle                |
| 04/05/1981 | (?), Germania                  | (?) (Cancellata)                 |
| 05/05/1981 | (?), Germania                  | (?) (Cancellata)                 |
| 06/05/1981 | (?), Germania                  | (?) (Cancellata)                 |
| 07/05/1981 | Lund, Svezia                   | Olympen (Cancellata)             |
| 08/05/1981 | Stoccolma, Svezia              | Göta Lejon (Cancellata)          |
| 09/05/1981 | Oslo, Norvegia                 | (?) (Cancellata)                 |
| 10/05/1981 | Copenaghen, Danimarca          | Odd Fellow (Cancellata)          |

### Killers World Tour Giappone (maggio 1981)
| Data       | Città  | Luogo                 |
| ---------- | ------ | --------------------- |
| 21/05/1981 | Tokyo  | Kosei Nenkin Hall     |
| 22/05/1981 | Osaka  | Festival Hall         |
| 23/05/1981 | Nagoya | Kosei Nenkin Hall     |
| 24/05/1981 | Tokyo  | Nakano Sun Plaza Hall |

### Judas Priest - Point of Entry Tour - Nord America (Giugno 1981)
| Data       | Città                                          | Luogo                              |
| ---------- | ---------------------------------------------- | ---------------------------------- |
| 03/06/1981 | Las Vegas (Nevada), Stati Uniti d'America      | Aladdin Hotel                      |
| 04/06/1981 | Phoenix, Stati Uniti d'America                 | Arizona Veterans Memorial Coliseum |
| 05/06/1981 | El Paso (Texas), Stati Uniti d'America         | El Paso County Coliseum            |
| 06/06/1981 | Odessa (Texas), Stati Uniti d'America          | Ector County Coliseum              |
| 07/06/1981 | Lubbock (Texas), Stati Uniti d'America         | Memorial Coliseum                  |
| 08/06/1981 | McAllen (Texas), Stati Uniti d'America         | Villa Real                         |
| 09/06/1981 | Laredo (Texas), Stati Uniti d'America          | Civic Center                       |
| 10/06/1981 | San Antonio (Texas), Stati Uniti d'America     | Arena                              |
| 11/06/1981 | University Park (Texas), Stati Uniti d'America | Moody Coliseum                     |
| 13/06/1981 | Houston (Texas), Stati Uniti d'America         | Coliseum                           |

### Killers World Tour Nord America (giugno 1981)
| Data       | Città                                        | Luogo              |
| ---------- | -------------------------------------------- | ------------------ |
| 14/06/1981 | Detroit (Michigan), Stati Uniti d'America    | Harpo's            |
| 19/06/1981 | Toronto, Canada                              | Concert Hall       |
| 21/06/1981 | Montréal, Canada                             | Le Club            |
| 22/06/1981 | Milwaukee (Wisconsin), Stati Uniti d'America | Summerfest Benefit |
| 26/06/1981 | Lynwood (Illinois), Stati Uniti d'America    | Point East         |

### Judas Priest - Point of Entry Tour - Nord America (Giugno/Luglio 1981)
| Data       | Città                                                  | Luogo                             |
| ---------- | ------------------------------------------------------ | --------------------------------- |
| 27/06/1981 | Cleveland (Ohio), Stati Uniti d'America                | Agora Theater                     |
| 28/06/1981 | Largo (Maryland), Stati Uniti d'America                | Capitol Center                    |
| 01/07/1981 | Asbury Park (New Jersey), Stati Uniti d'America        | Asbury Park Convention Hall       |
| 02/07/1981 | Salisbury (Maryland), Stati Uniti d'America            | Civic Center                      |
| 03/07/1981 | Norfolk (Virginia), Stati Uniti d'America              | Scope                             |
| 04/07/1981 | Pittsburgh (Pennsylvania), Stati Uniti d'America       | Stanley Theater                   |
| 07/07/1981 | Myrtle Beach (Carolina del Sud), Stati Uniti d'America | Civic Center                      |
| 09/07/1981 | Atlanta (Georgia), Stati Uniti d'America               | Fox Theater                       |
| 10/07/1981 | Johnson City (Tennessee), Stati Uniti d'America        | Freedom Hall                      |
| 11/07/1981 | Memphis (Tennessee), Stati Uniti d'America             | North Hall                        |
| 12/07/1981 | Trotwood (Ohio), Stati Uniti d'America                 | Hara Arena                        |
| 15/07/1981 | Johnstown (Pennsylvania), Stati Uniti d'America        | Cambria County War Memorial Arena |
| 16/07/1981 | Buffalo (New York), Stati Uniti d'America              | Shea's Theater                    |
| 17/07/1981 | Rochester (New York), Stati Uniti d'America            | Auditorium Theater                |
| 18/07/1981 | Syracuse (New York), Stati Uniti d'America             | Landmark Theater                  |
| 19/07/1981 | Albany (New York), Stati Uniti d'America               | Palace Theatre                    |
| 21/07/1981 | New York (New York), Stati Uniti d'America             | Palladium                         |
| 22/07/1981 | New York (New York), Stati Uniti d'America             | Palladium                         |
| 23/07/1981 | New York (New York), Stati Uniti d'America             | Palladium                         |
| 24/07/1981 | New York (New York), Stati Uniti d'America             | Palladium                         |
| 25/07/1981 | New Haven (Connecticut), Stati Uniti d'America         | Coliseum                          |
| 26/07/1981 | Allentown (Pennsylvania), Stati Uniti d'America        | Fairgrounds                       |
| 28/07/1981 | Boston (Massachusetts), Stati Uniti d'America          | Orpheum Theater                   |
| 29/07/1981 | Baltimora (Maryland), Stati Uniti d'America            | Civic Center                      |
| 30/07/1981 | Filadelfia (Pennsylvania), Stati Uniti d'America       | Tower Theater                     |

### UFO Tour - Nord America (Agosto 1981)
| Data       | Città                                 | Luogo            |
| ---------- | ------------------------------------- | ---------------- |
| 01/08/1981 | San Bernardino, Stati Uniti d'America | Swing Auditorium |
| 02/08/1981 | Long Beach, Stati Uniti d'America     | Long Beach Arena |

### Killers World Tour Europa (agosto/novembre 1981)
| Data       | Città                 | Luogo                                  |
| ---------- | --------------------- | -------------------------------------- |
| 15/08/1981 | Stoccarda, Germania   | Camstadter Wasen                       |
| 16/08/1981 | Norimberga, Germania  | Zeppelinfeld                           |
| 22/08/1981 | Baarlo, Paesi Bassi   | Sport Park                             |
| 23/08/1981 | Darmstadt, Germania   | Böllenfalltor Stadion                  |
| 26/08/1981 | Fréjus, Francia       | Arenes                                 |
| 27/08/1981 | Cap d'Agde, Francia   | Arenes                                 |
| 29/08/1981 | Bayonne, Francia      | Arenes                                 |
| 31/08/1981 | Annecy, Francia       | Stadium                                |
| 01/09/1981 | Orange, Francia       | Théâtre antique d'Orange               |
| 06/09/1981 | Belgrado, Yugoslavia  | Hippodrome                             |
| 08/09/1981 | Stoccolma, Svezia     | Draken                                 |
| 09/09/1981 | Lund, Svezia          | Olympen                                |
| 10/09/1981 | Copenaghen, Danimarca | Odd Fellow                             |
| 26/10/1981 | Bologna, Italia       | Palasport (esordio di Bruce Dickinson) |
| 27/10/1981 | Roma, Italia          | Teatro Tenda                           |
| 28/10/1981 | Firenze, Italia       | Teatro Tenda                           |
| 29/10/1981 | Padova, Italia        | Palasport                              |
| 30/10/1981 | Milano, Italia        | Teatro Tenda                           |
| 15/11/1981 | Londra, Inghilterra   | Rainbow Theatre                        |

### Genghis Khan UK Tour (dicembre 1981)
| Data       | Città               | Luogo                              |
| ---------- | ------------------- | ---------------------------------- |
| 23/12/1981 | Londra, Inghilterra | The Ruskin Arms (concerto segreto) |

## Scaletta
1. The Ides Of March (Intro)
2. Wrathchild
3. Purgatory
4. Sanctuary
5. Remember Tomorrow
6. Another Life
7. Drum Solo
8. Genghis Khan
9. Killers
10. Innocent Exile
11. Murders In The Rue Morgue
12. Twilight Zone
13. Phantom Of The Opera
14. Iron Maiden
15. Running Free
16. Transylvania
17. Guitar Solo
18. Prowler
19. Drifter

## Canzoni suonate in alcune date
1. I've Got The Fire (cover dei Montrose)
2. Strange World

## Canzoni suonate come anteprima del nuovo album
1. Children Of The Damned
2. 22 Acacia Avenue
3. The Prisoner
4. Hallowed Be Thy Name
5. Run to the Hills

## Formazione
- Paul Di'Anno - voce
- Dave Murray - chitarra
- Adrian Smith - chitarra, cori
- Steve Harris - basso, cori
- Clive Burr - batteria